# Komalapuram
Komalapuram es una ciudad censal situada en el distrito de Alappuzha en el estado de Kerala (India). Su población es de 47126 habitantes (2011). Se encuentra a 1 km de Alappuzha.

## Demografía
Según el censo de 2011 la población de Komalapuram era de 47126 habitantes, de los cuales 22941 eran hombres y 24185 eran mujeres. Komalapuram tiene una tasa media de alfabetización del 96,47%, superior a la media estatal del 94%: la alfabetización masculina es del 98,08%, y la alfabetización femenina del 94,95%.